# Stenoluperus
Stenoluperus là một chi bọ cánh cứng trong họ Chrysomelidae.
Chi này được miêu tả khoa học năm 1936 bởi Ogloblin.

## Các loài
Các loài trong chi này gồm:
- Stenoluperus bicarinatus (Weise, 1889)
- Stenoluperus bicolor (Gressitt & Kimoto, 1963)
- Stenoluperus capitata (Chen, 1942)
- Stenoluperus cyaneus (Baly, 1874)
- Stenoluperus cyanipennis Wang, 1992
- Stenoluperus darjeelingensis Takizawa, 1985
- Stenoluperus depressa (Gressitt & Kimoto, 1963)
- Stenoluperus emotoi Kimoto, 2001
- Stenoluperus esakii Kimoto, 1969
- Stenoluperus flavimembris (Chen, 1942)
- Stenoluperus flavipes (Chen, 1942)
- Stenoluperus flaviventris (Chen, 1942)
- Stenoluperus itoi Kimoto, 1991
- Stenoluperus lemoides (Weise, 1889)
- Stenoluperus matsumurai Takizawa, 1978
- Stenoluperus minor Kimoto, 1991
- Stenoluperus niger (Wang, 1992)
- Stenoluperus nigricornis Medvedev, 2000
- Stenoluperus nipponensis (Laboissiere, 1911)
- Stenoluperus pallipes (Gressitt & Kimoto, 1963)
- Stenoluperus parvus (Gressitt & Kimoto, 1963)
- Stenoluperus piceae (Wang, 1992)
- Stenoluperus potanini (Weise, 1889)
- Stenoluperus punctatus Takizawa, 1988
- Stenoluperus puncticeps Wang, 1992
- Stenoluperus puncticollis Wang in Wang & Yu, 1997
- Stenoluperus smetanai Takizawa, 1988
- Stenoluperus taiwanus Kimoto, 1991
- Stenoluperus thudamensis Kimoto, 2001
- Stenoluperus tibialis (Chen, 1942)